# Euophrys flavoater
Euophrys flavoater är en spindelart som först beskrevs av Grube 1861.  Euophrys flavoater ingår i släktet Euophrys och familjen hoppspindlar. Inga underarter finns listade i Catalogue of Life.